# Blepharis innocua
Blepharis innocua är en akantusväxtart som beskrevs av C. B. Cl.. Blepharis innocua ingår i släktet Blepharis och familjen akantusväxter. Inga underarter finns listade i Catalogue of Life.